# Dioscòrides de Viena

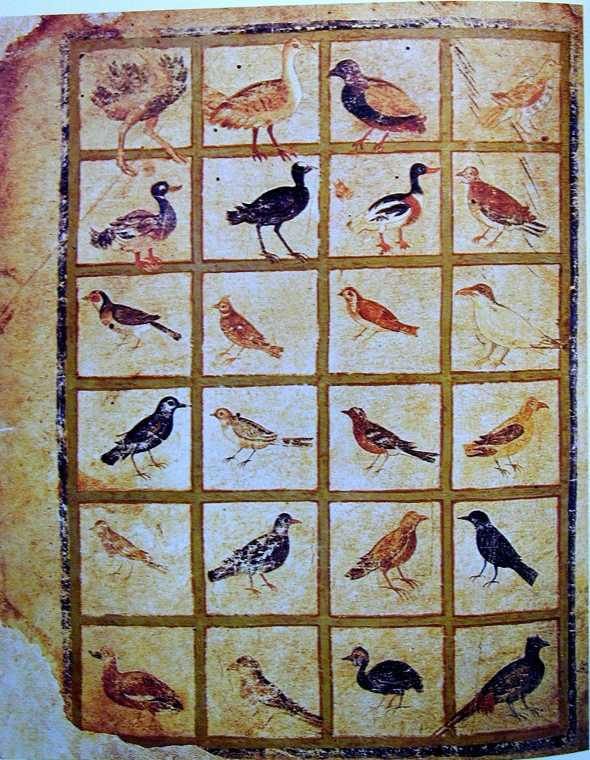
Galeria d'ocells en foli 483v del Dioscòrides de Viena

El Dioscòrides de Viena o Dioscúrides, és manuscrit il·luminat grec romà d'Orient del segle vi de De Materia Medica (Περὶ ὕλης ἰατρικῆς en el grec original) amb textos del Dioscòrides en guió uncial. És un exemple important i estrany d'un text científic antic tardà. Consta de 491 folis de vitel·la, mesura 37 per 30 cm i conté més de 400 imatges d'animals i plantes, la majoria fetes en un estil naturalista. A més del text per Dioscòrides, el manuscrit incorpora la Carmen de herbis atribuït a Rufus, una paràfrasi d'un tractat ornitològic per part d'un conegut com a Dionysius, normalment identificat com a Dionysius de Filadèlfia, i una paràfrasi de Nicandre, tractat sobre el tractament de les picades de serp.
El manuscrit va ser creat al voltant del 515 dC en la capital de l'Imperi Romà d'Orient a la capital, Constantinoble, per a una princesa romana d'Orient resident, Anicia Juliana, filla d'Anicius Olybrius, qui hi havia estat un des darrers emperadors romans occidentals. El manuscrit és consegüentment també conegut com a Còdex d'Anicia Juliana pels investigadors. Encara que va ser creat com a còpia de luxe, en segles posteriors va ser utilitzat diàriament com a manual en l'hospital imperial de Constantinoble. Una nota medieval recorda que una infermera grega, anomenada Nathanael, el va recuperar el 1406. Després de restar a Constantinoble per uns mil anys, el text va passar a l'Emperador del Sacre Imperi Romà a Viena, sobre el 1500s, un segle després que la ciutat hagués caigut en mans des Otomans.
Durant tot el període romà d'Orient el manuscrit va ser utilitzat com a original per còpies de treball, que es van lliurar a dignataris estrangers, incloent l'edició en àrab de Abd al-Rahman III d'Espanya, per la creació del qual l'emperador romà d'Orient Constantí VII va enviar una còpia grega i un traductor. Una nota que enregistra el nom d'un tal Michael de la Guàrdia varega es troba igualment en el text.
El manuscrit va ser restaurat i una taula de continguts i extenses scholia van ser afegides en minúscula romana d'Orient pel notari patriarca Joan Chortasmenos el 1406. A mitjans de 1400 es va utilitzar per crear el Dioscòrides del Papa Alexandre VII, ara en la Biblioteca de Vaticà, pels monjos del Monestir Baptista Ortodox Grec de St Joan a Constantinoble. Després de la caiguda de Constantinoble el 1453 un propietari posterior va escriure el nom de cada planta en àrab i hebreu. El manuscrit, encara a Istanbul un segle després de la caiguda de la ciutat, va ser adquirit per Moses Hamon, un metge jueu que parlava àrab i que treballava pel sultà Solimà I el Magnífic, per encàrrec del diplomàtic flamenc Ogier Ghiselin de Busbecq, que treballava per l'emperador Ferran I de la dinastia dels Habsburg. El manuscrit es troba ara a la Österreichische Nationalbibliothek (Biblioteca Nacional d'Àustria a Viena, on està identificat com el Còdex Vindobonensis med. gr. 1." El manuscrit va ser inscrit al Programa Memòria del Món de la UNESCO el 1997 en reconeixement de la seva importància històrica.

## Il·lustracions
El manuscrit compta amb 383 il·lustracions completes de plantes a partir de l'original que en disposava de 435. Les il·lustracions es divideixen en dos grups. Hi ha els segueixen fidelment els models clàssics anteriors i presenten una il·lustració bastant acurada i realista de cada planta. També hi ha altres il·lustracions efectuades en un estil més abstracte. La majoria de les il·lustracions van ser pintades amb un estil naturalista per ajudar els farmacòlegs en el reconeixement de cada planta. No obstant això, es creu que aquestes il·lustracions es van ser fetes com a còpies d'herbaris anteriors i no es van extreure directament a partir de models naturals.

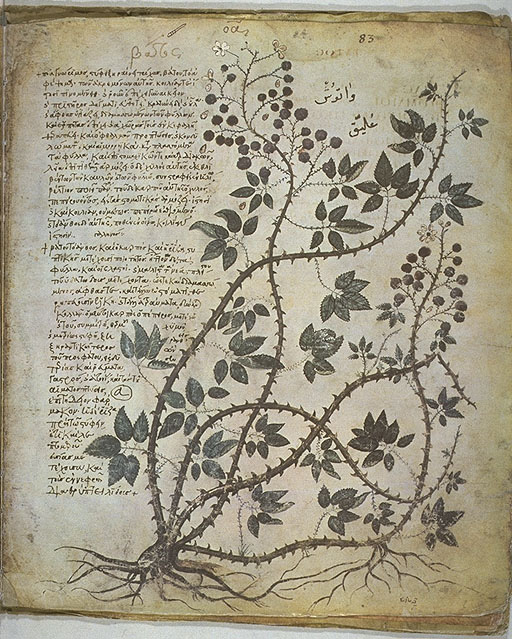
Esbarzer europeu

A més de les il·lustracions del text, el manuscrit conté diversos frontispicis en la forma d'una sèrie de miniatures a doble pàgina. Cal destacar la dedicatòria en miniatura del retrat d'Anicia Juliana damunt verso del foli 6. El manuscrit va ser presentat a Anicia per agraïment pel seu finançament per a la construcció d'una església als afores de Constantinoble. Aquest retrat és la imatge dedicada mes antiga que es troba en l'actualitat. El retrat té a Anicia asseguda en un acte cerimonial que distribueix almoines. En el mateix, es troba flanquejada per les personificacions de Magnanimitat i Prudència. Als seus peus, una altra personificació, anomenada "Agraïment a les Arts", es posa de genolls. Un amoret sosté una còpia de dedicació a Anicia. Ella i els seus assistents estan tancats dins d'una estrella de vuit punts dins d'un cercle formada per cordes entrellaçades. Dins les carcasses exteriors es poden trobar amorets, fet en grisalla, que treballen com a mestres i fusters. Aquesta miniatura és una creació completament original i, amb la inclusió de les personificacions i els amorets, mostrarien la resistència de la tradició clàssica a Constantinoble, malgrat que Anicia era una cristiana pietosa.

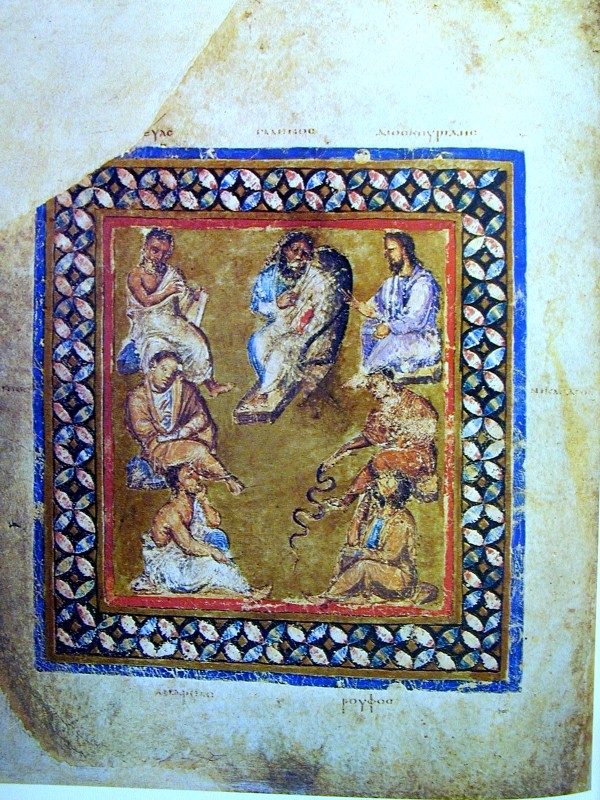
Foli 3v, set metges

La sèrie dels frontispicis en el manuscrit comença amb dues miniatures a doble pàgina, cadascuna amb un grup de set farmacòlegs destacats. En la segona imatge (foli 3 verso, veg aquí), el més destacat i únic que està assegut en una cadira és Galè. Està flanquejat per tres parells d'altres metges, asseguts a les pedres o al terra. Els mes propers a Galè són Crateuas i Dioscòrides. El segon parell són Apollonius Mys i Nicandre. Més lluny de Galè es troben Andreas i Rufus. Cadascuna de les figures son un autoretrat que probablement es van modelar en els retrats dels autors de diversos tractats seus. Les set figures són contingudes dins un marc decorat i elaborat. El fons és or sòlid, el qual col·loca les figures en un espai abstracte. Aquest és el manuscrit més antic conegut per utilitzar un fons daurat sòlid.
Seguint les dues miniatures de set farmacèutics, hi ha dos retrats d'autor. En el segon retrat, Dioscòrides s'asseu escrivint un còdex a la falda. És mostra en perfil, el qual correspon al retrat en la miniatura anterior. És possible que hi hagués una tradició basada en el retrat de la vida de Dioscòrides en que es basen les imatges. Davant Dioscòrides hi ha un artista, assegut a un nivell inferior, pintant una il·lustració d'arrel de la mandràgora. Està pintant en un entorn natural. L'arrel de la mandràgora que observa es troba en mans de la personificació d'Epinoia (el poder del pensament). Hi ha fons arquitectònics que consisteixen en una columnata amb nínxol central.
La paràfrasi del tractat sobre els ocells de Dionysius es troba en tres llibres. Els dos primers llibres tenen il·lustracions de les aus introduïdes a les columnes de text sense marc ni fons. El tercer llibre té 24 aus distribuïdes en una graella en una miniatura de pàgina completa. Els ocells representats al llarg del tractat són d'alt mèrit artístic i són fidels a la natura en forma i color. La majoria dels ocells són fàcilment identificables. Curiosament, algunes de les aus contingudes en la miniatura a doble pàgina del tercer llibre no es descriuen en el text de la paràfrasi. És probable que aquestes il·lustracions es basin en imatges d'un tractat diferent, possiblement d'Alexandre Mindi. Tanmateix, aquest manuscrit és el tractat il·lustrat sobre ocells sobrevivent més antic.

## Galeria

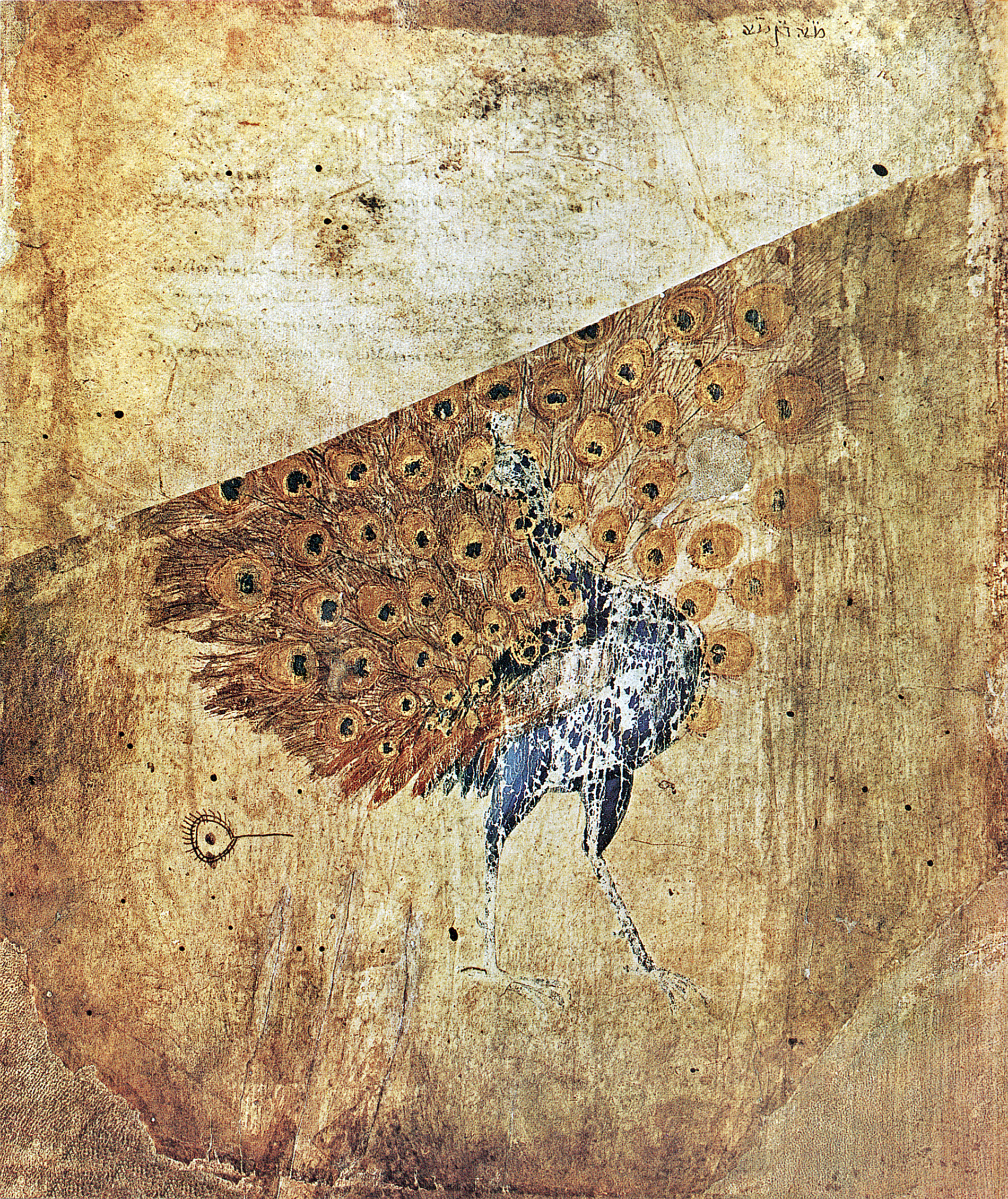
Guardes amb paó
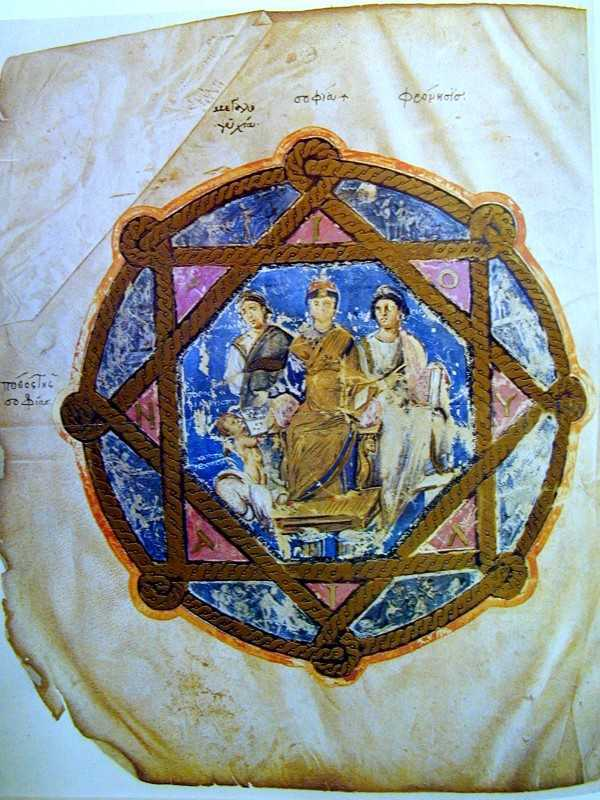
Retrat del donant, Folio 6v
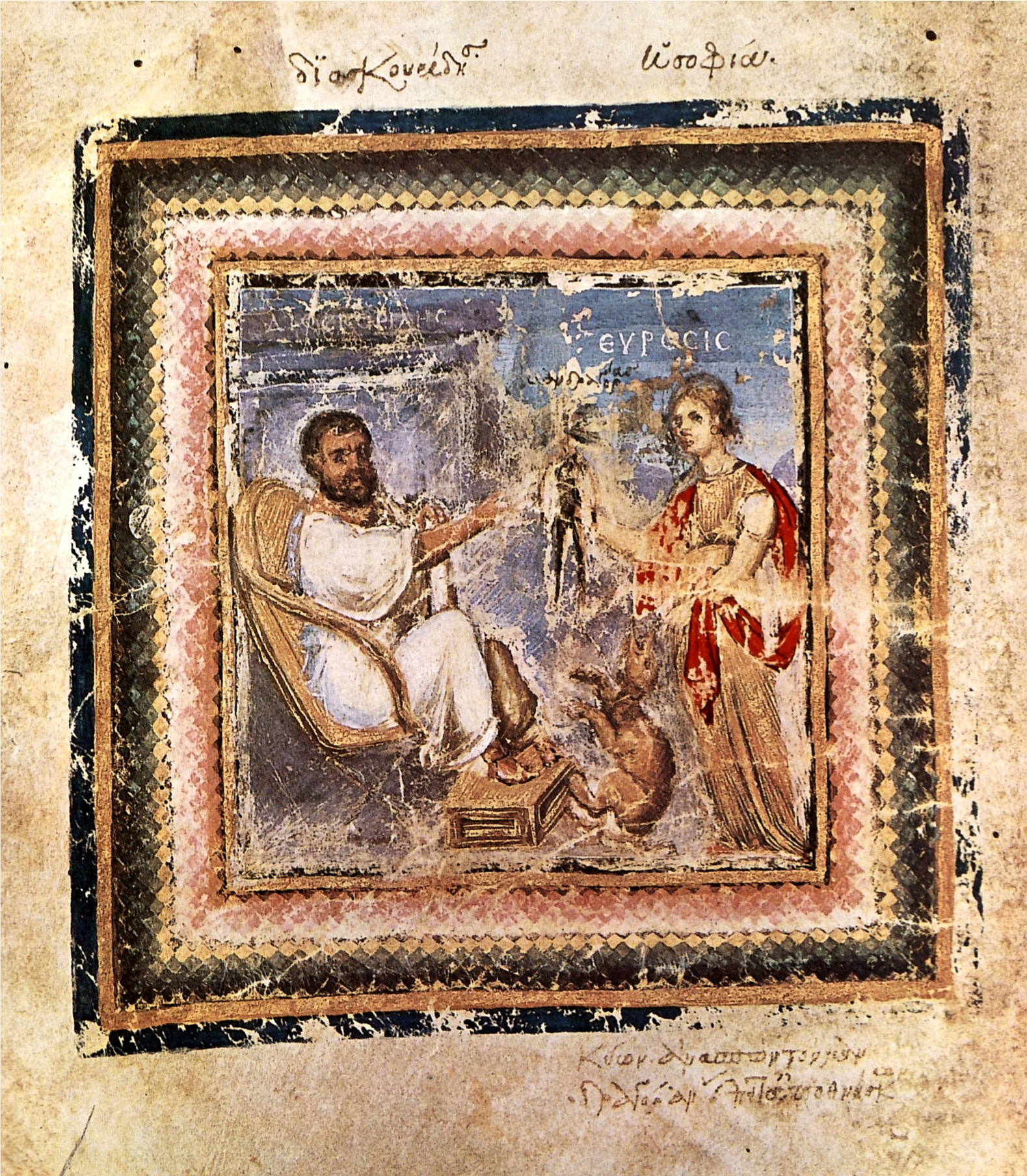
Retrat d'autor
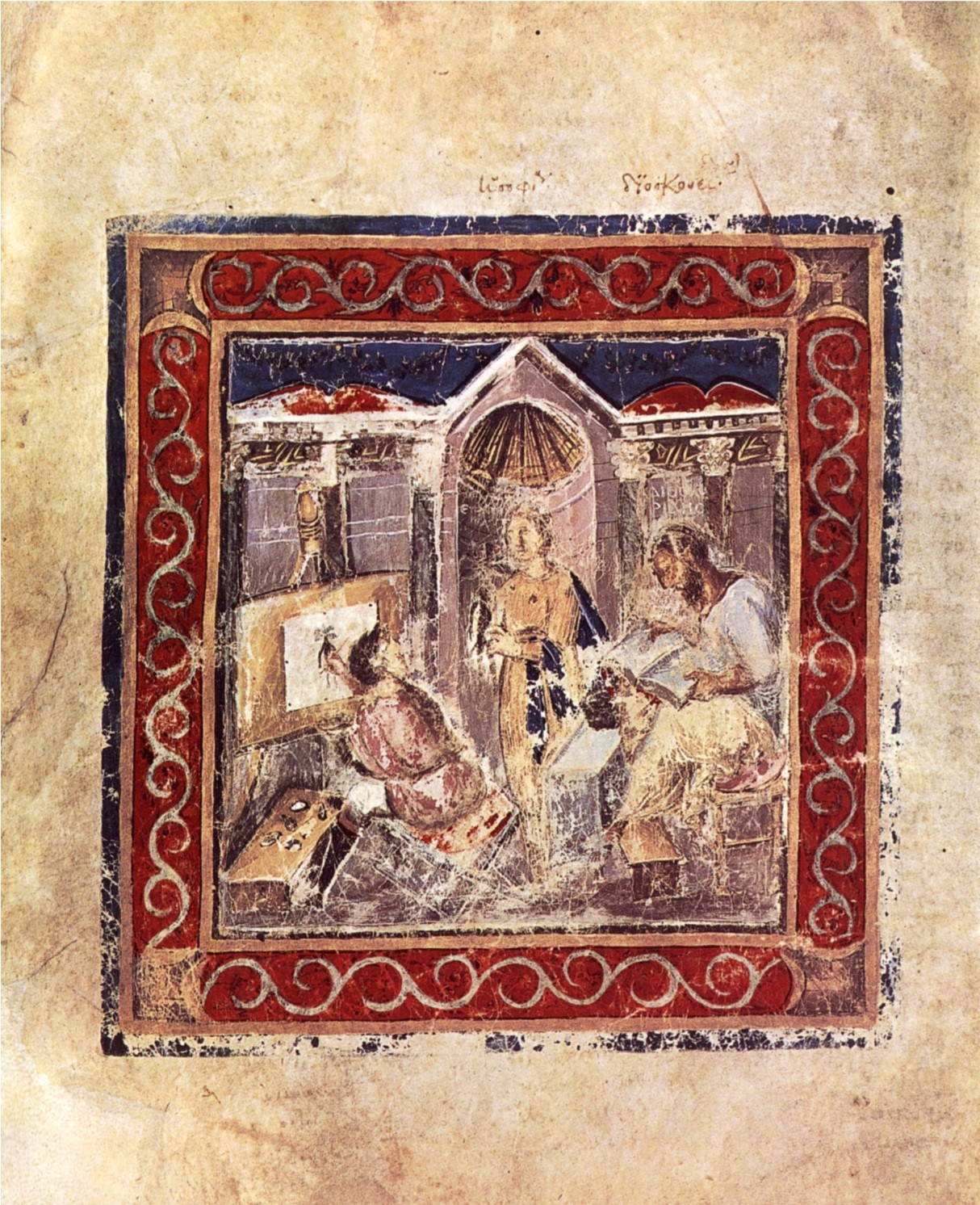
Retrat d'autor, Folio 5v
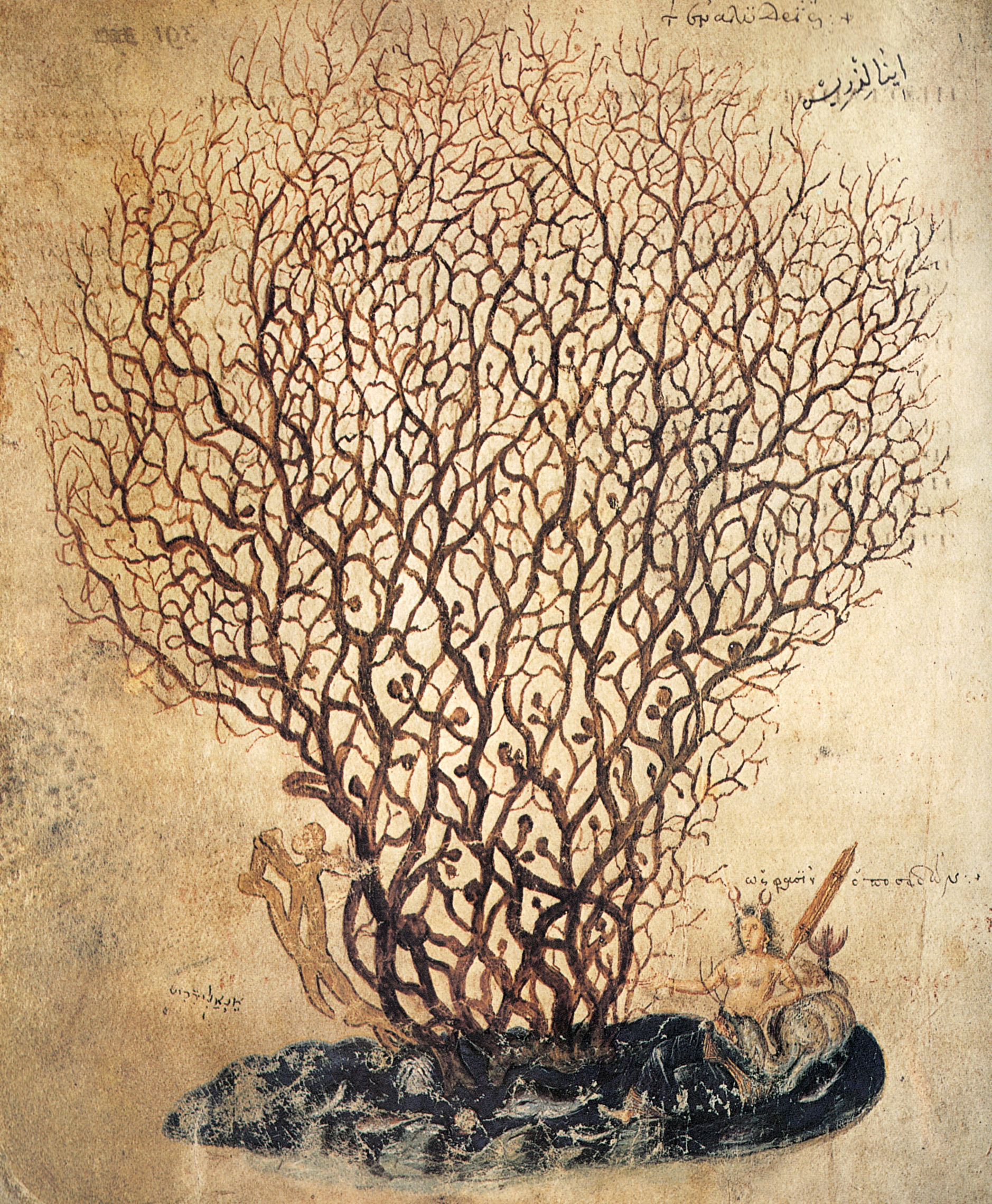
Corall
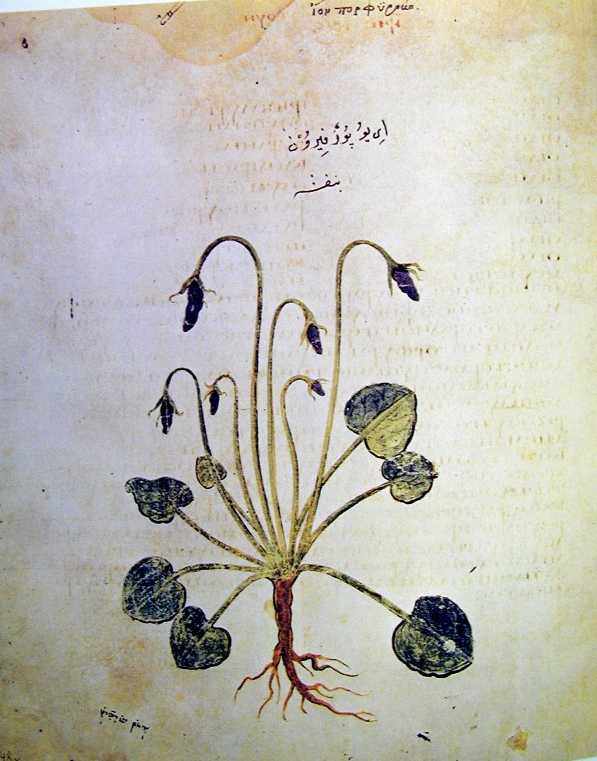
Violeta Folio 148v
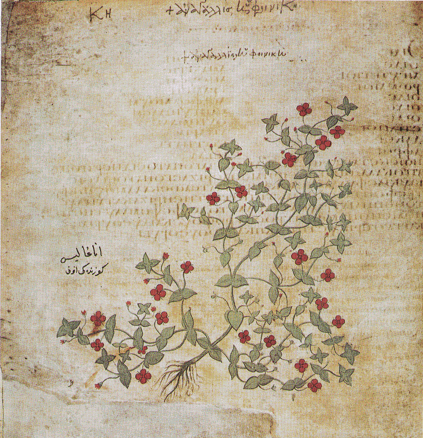
Anagall
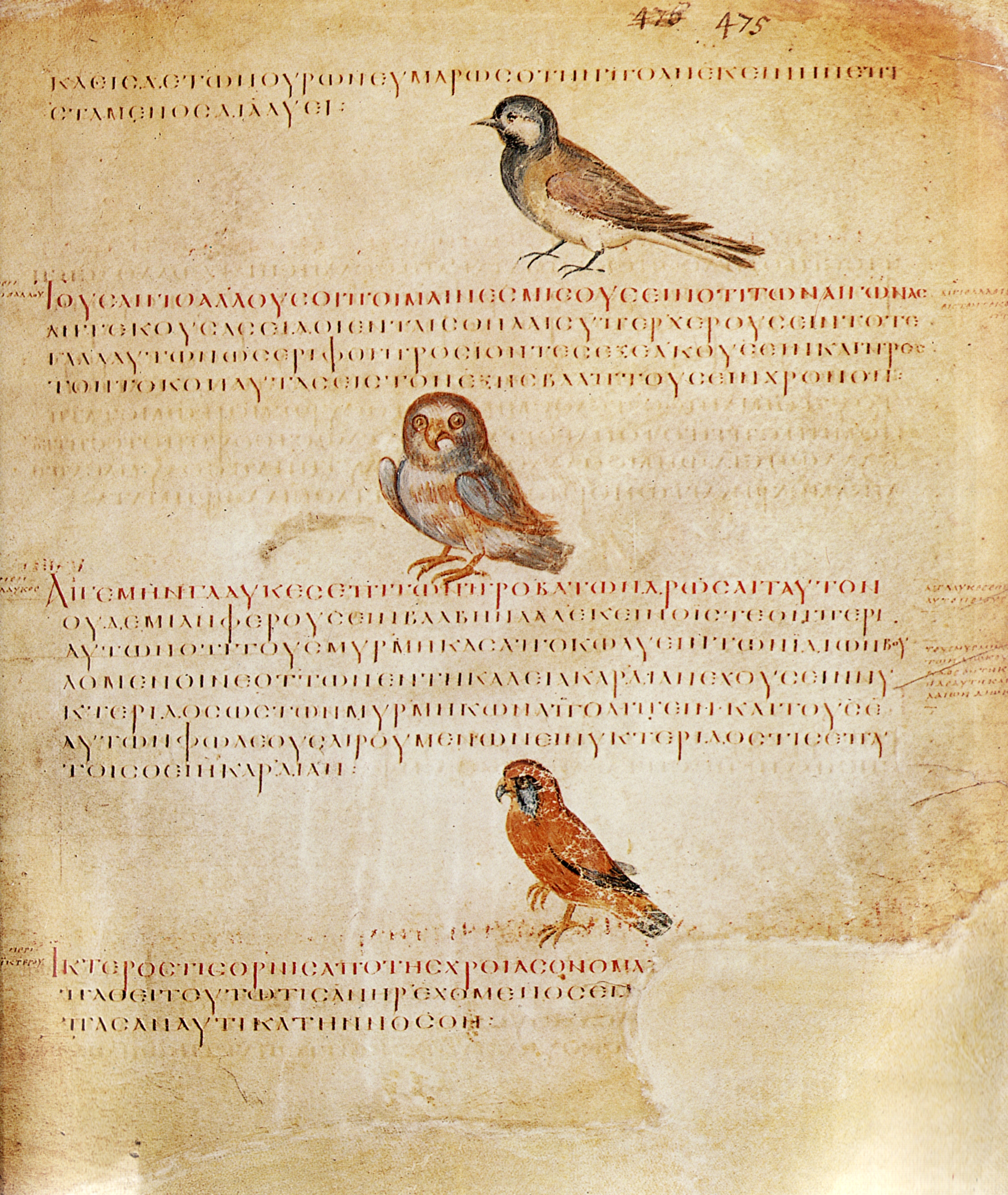
Ocells
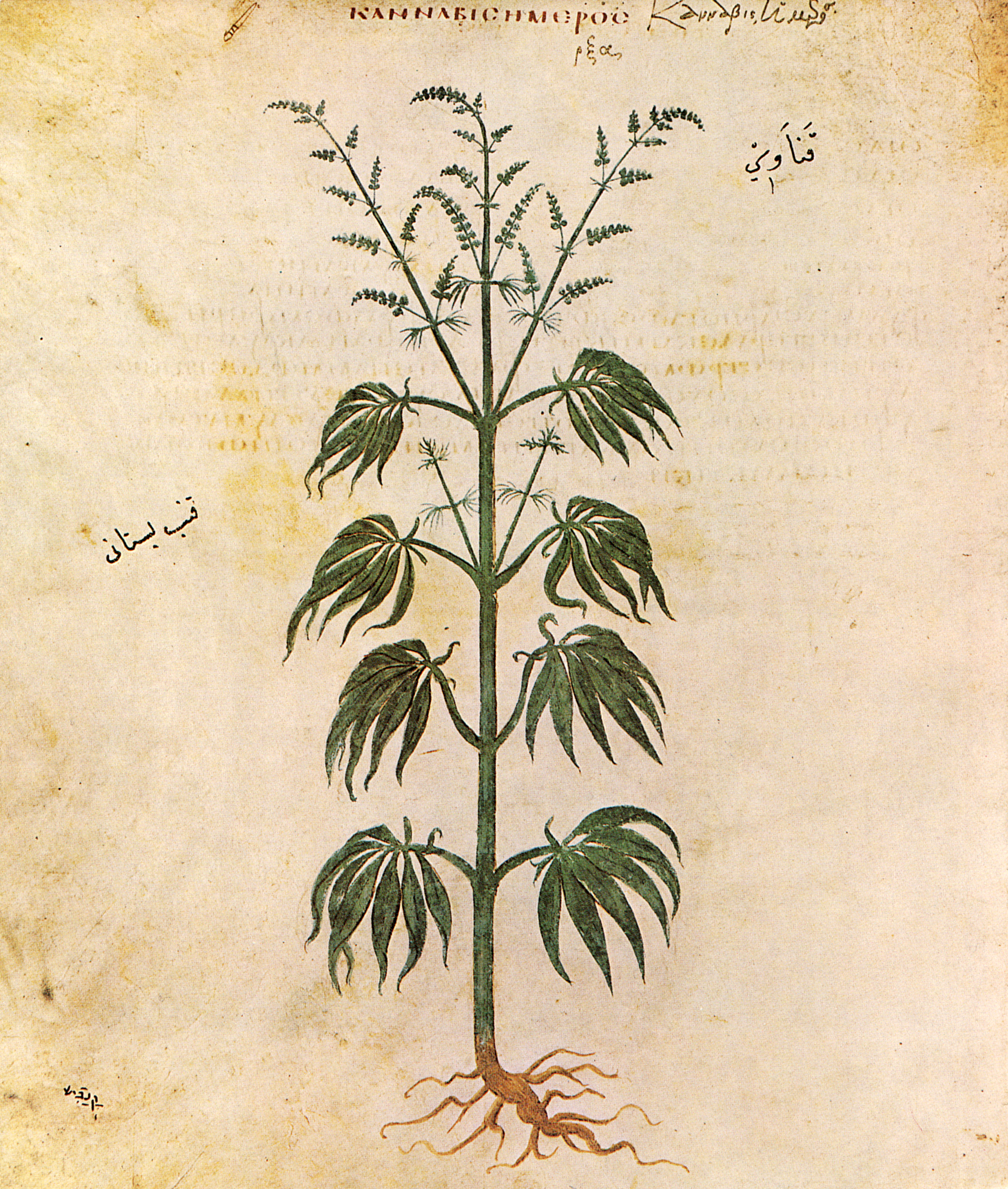
Cannabis sativa
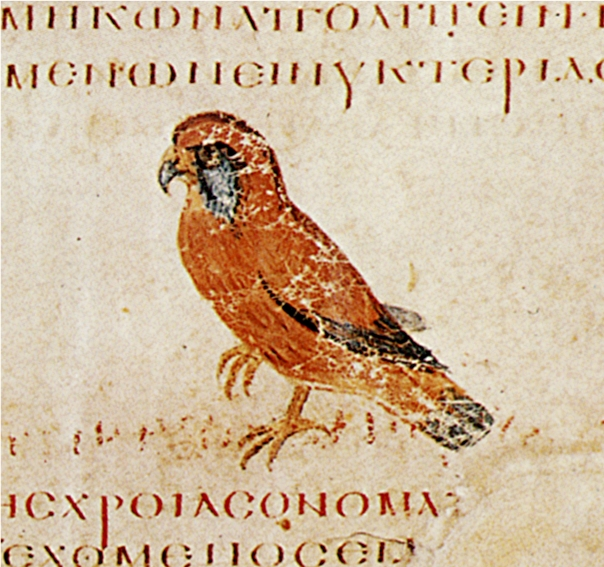
Papagai
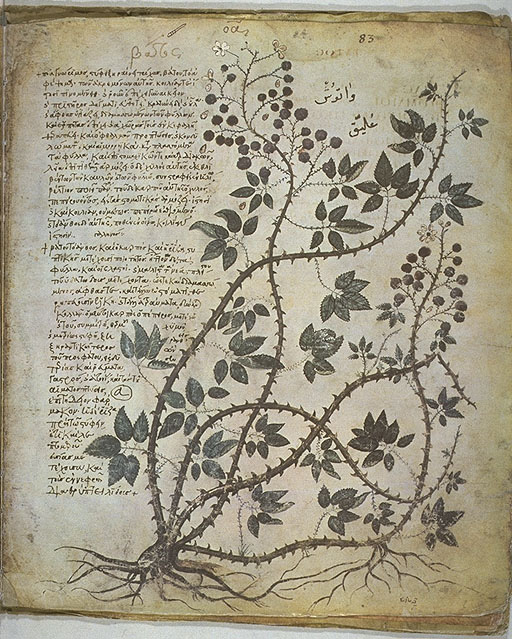
Esbarzer
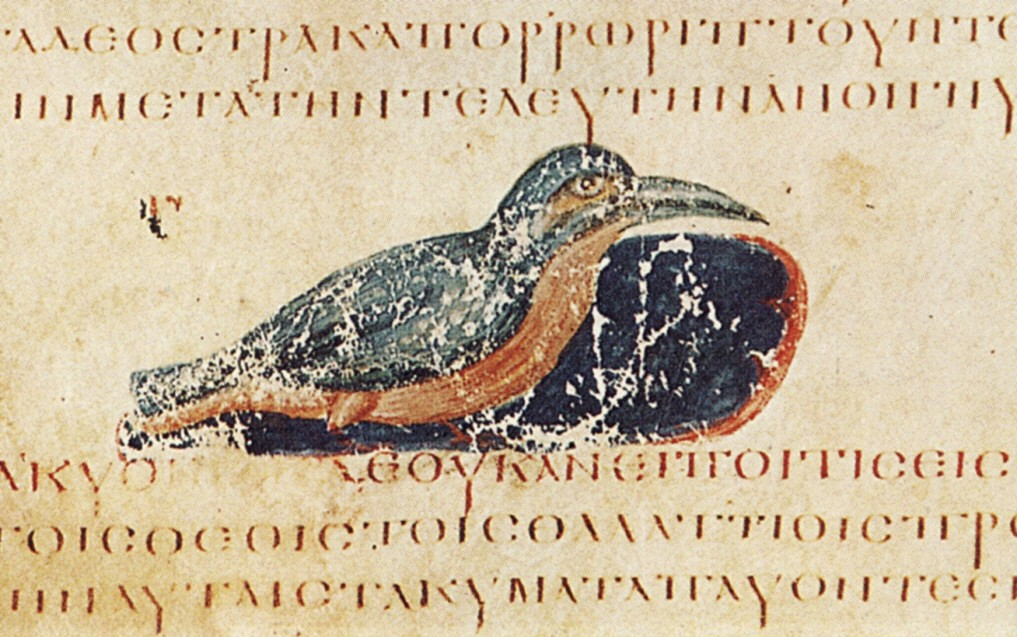
Blauet comú
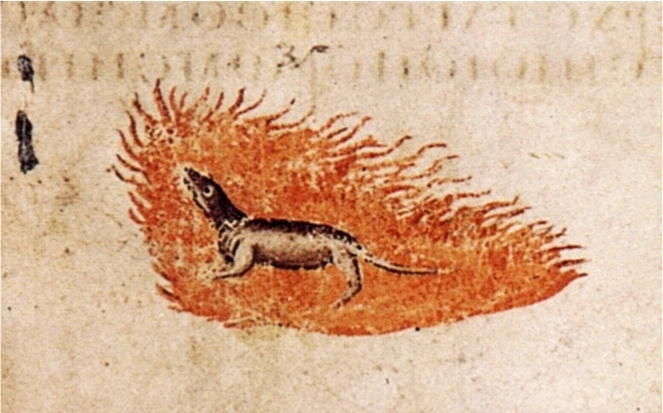
Salamandra
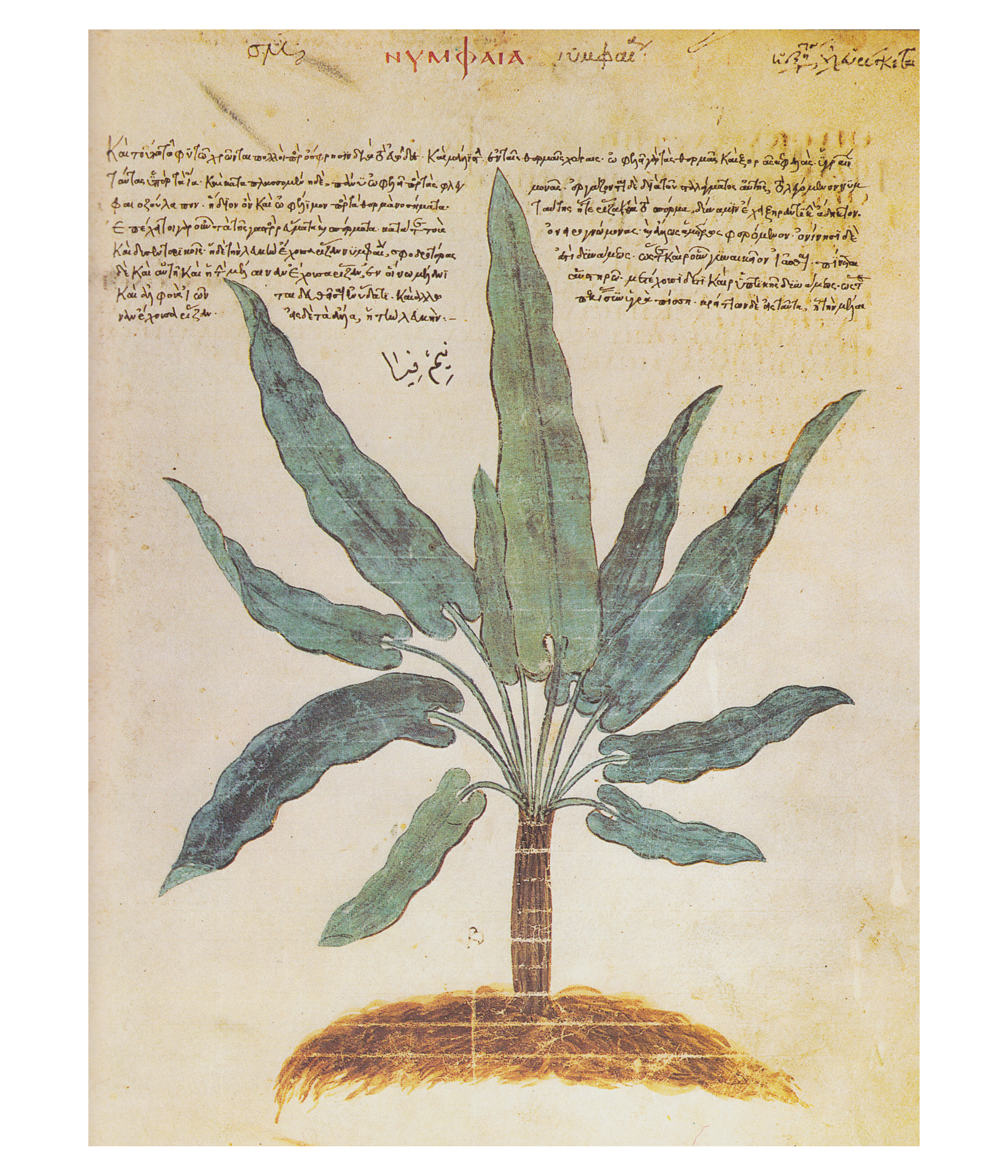
Nimfea